# ویهلمن
ویهلمن (به لاتین: Veiholmen) یک منطقهٔ مسکونی در نروژ است که در Nordmøre واقع شده‌است.

## خصوصیات
ویهلمن ۳ متر بالاتر از سطح دریا واقع شده‌است.